# Ionuț Năstăsie
Ionuț Eugen Năstăsie (sinh ngày 7 tháng 1 năm 1992) là một cầu thủ bóng đá người România. thi đấu cho Argeș Pitești.

## Sự nghiệp câu lạc bộ

### Steaua București
Anh có màn ra mắt đội một vào ngày 22 tháng 9 năm 2011 trước Sănătatea Cluj, vào sân từ ghế dự bị.

### Viitorul Constanța
Vào tháng 7 năm 2013, anh được chuyển đến Viitorul Constanța. Anh được giải phóng khỏi Viitorul vào tháng 9 năm 2014.

## Sự nghiệp quốc tế
Anh thi đấu cho U-19 România tại vòng bảng Giải vô địch bóng đá U-19 châu Âu.
Vào ngày 31 tháng 7 năm 2011. lúc 19 tuổi, anh được triệu tập vào đội tuyển quốc gia România.

## Thống kê câu lạc bộ
(Chính xác tính đến ngày 21 tháng 12 năm 2014)
| Câu lạc bộ                | Mùa giải            | Giải vô địch | Giải vô địch | Cúp     | Cúp       | Châu Âu | Châu Âu   | Khác    | Khác      | Tổng cộng | Tổng cộng |
| Câu lạc bộ                | Mùa giải            | Số trận      | Bàn thắng    | Số trận | Bàn thắng | Số trận | Bàn thắng | Số trận | Bàn thắng | Số trận   | Bàn thắng |
| ------------------------- | ------------------- | ------------ | ------------ | ------- | --------- | ------- | --------- | ------- | --------- | --------- | --------- |
| Steaua București          | 2011–12             | 4            | 0            | 1       | 0         | 1       | 0         | 0       | 0         | 6         | 0         |
| Steaua București          | 2012–13             | 2            | 0            | 0       | 0         | 0       | 0         | 0       | 0         | 2         | 0         |
| Tổng cộng                 | Tổng cộng           | 6            | 0            | 1       | 0         | 1       | 0         | 0       | 0         | 8         | 0         |
| Universitatea Cluj (mượn) | 2012–13             | 10           | 0            | 0       | 0         | 0       | 0         | 0       | 0         | 10        | 0         |
| Tổng cộng                 | Tổng cộng           | 10           | 0            | 0       | 0         | 0       | 0         | 0       | 0         | 10        | 0         |
| Viitorul Constanța        | 2013–14             | 10           | 0            | 1       | 0         | 0       | 0         | 0       | 0         | 11        | 0         |
| Viitorul Constanța        | 2014–15             | 5            | 0            | 0       | 0         | 0       | 0         | 0       | 0         | 5         | 0         |
| Tổng cộng                 | Tổng cộng           | 15           | 0            | 1       | 0         | 0       | 0         | 0       | 0         | 16        | 0         |
| Tổng cộng sự nghiệp       | Tổng cộng sự nghiệp | 31           | 0            | 2       | 0         | 1       | 0         | 0       | 0         | 34        | 0         |

## Danh hiệu
| Mùa giải | Câu lạc bộ       | Danh hiệu |
| -------- | ---------------- | --------- |
| 2012–13  | Steaua București | Liga I    |
| 2013     | Steaua București | Siêu cúp  |